# Adebayo Salami (acteur)
Adebayo Salami, né le 9 mai 1952, connu sous le nom de scène Oga Bello, est un vétéran acteur de nollywood nigérian, cinéaste, producteur de films et réalisateur nigérian,,.

## La vie précoce et l’éducation
Salami est un natif de Pakata Oloje, Ilorin, État de Kwara, né le 9 mai 1953 dans l'État de Lagos, où il a fait son enseignement primaire et secondaire.
Adebayo Salami a fréquenté l'École d'Adebodun, puis est allé à l'École de drame de Lagos, une école affiliée à l'Université de Lagos.

## Carrière
Il a commencé sa carrière en 1964, avec un groupe appelé Young Concert Party, sous la direction d'Ojo Ladipo, populairement connu sous le nom de Baba Mero. Après quelques années, le groupe a changé de nom pour Ojo Ladipo Theatre Group et a ensuite rejoint l'Awada Kerikeri Theatre Group. Après la disparition de l'Œil Ladipo en 1978, Salami prit le manteau de leadership du groupe, qui l'amena à la lumière,.
Il est apparu dans le premier film yoruba, Ajani Ogun, dans lequel le défunt Afolayo Adeyemi Afolayan (en), le père de Kunle Afolayan et Gabriel Afolayan (en), joue le rôle principal.
Il a également été présenté dans un film intitulé Kadara par Adeyemi Afolayan (Ade Love). Plus tard, il apparaissait dans la célèbre série de comédie nigériane Comedy -hour sous le nom de  scène Oga Bello,.
Il a produit son premier film, Ogun Ajaye, en 1985, de l'écurie d'Awada Kerikeri.
Depuis 1985, il a produit, dirigé et mis en valeur plusieurs films de Yoruba.
Il a été un membre pionnier de l'Association des professionnels des arts du théâtre du Nigéria et a également été président de l'association,.

## Vie personnelle
Salami est polygame et marié à deux épouses et a dix-huit fils dont 9 fils et 9 filles, dont l'acteur Femi Adebayo.

## Filmographie
| Année | Film                         | Fonction      |
| ----- | ---------------------------- | ------------- |
| 2024  | Seven Doors(série 2024) (en) | Otun          |
| 2024  | Carrefour (film 2024) (en)   | Père de Dunni |
| 2022  | Aníkúlápó                    | Chef d'Oyo    |
| 2020  | Ghetto d'Omo: la saga (en)   | Baba Onibaba  |

## Prix
- 2014 Les meilleurs prix de Nollywood[15].